# Schloss Rodenberg

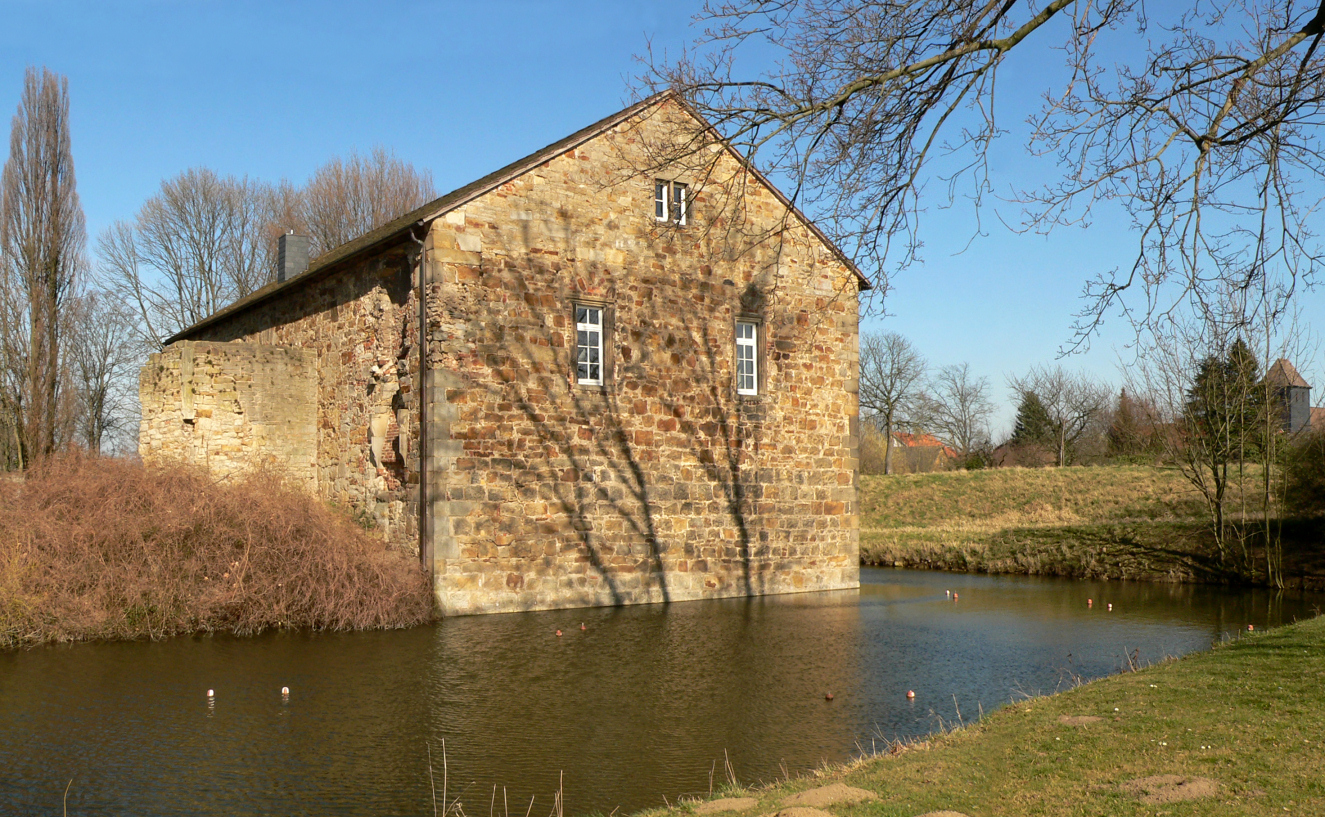
Der frühere Palas, das spätere Ständehaus als einer der letzten Baureste von Schloss Rodenberg mit dem Burggraben

Das Schloss Rodenberg war ursprünglich eine Wasserburg in Rodenberg in Niedersachsen, die die Herren von Schaumburg wahrscheinlich im 13. Jahrhundert erbauten und bis zum Ende des Dreißigjährigen Kriegs besaßen. Im Übergang vom Spätmittelalter in die Frühe Neuzeit erfuhr die Burg eine Umgestaltung in ein Schloss mit umgebenden Befestigungsanlagen. Nach dem verheerenden, auch auf das Schloss übergreifenden Stadtbrand von 1859 wurden die Schlossgebäude bis auf das Ständehaus, den früheren Palas, das heute als Heimatmuseum dient, abgerissen. Das unter Denkmalschutz stehende Schlossgelände wurde nach vierjährigen Ausgrabungen 2005 in ein Freilichtmuseum umgewandelt, das die freigelegten Festungsanlagen präsentiert.

## Lage und Baubeschreibung

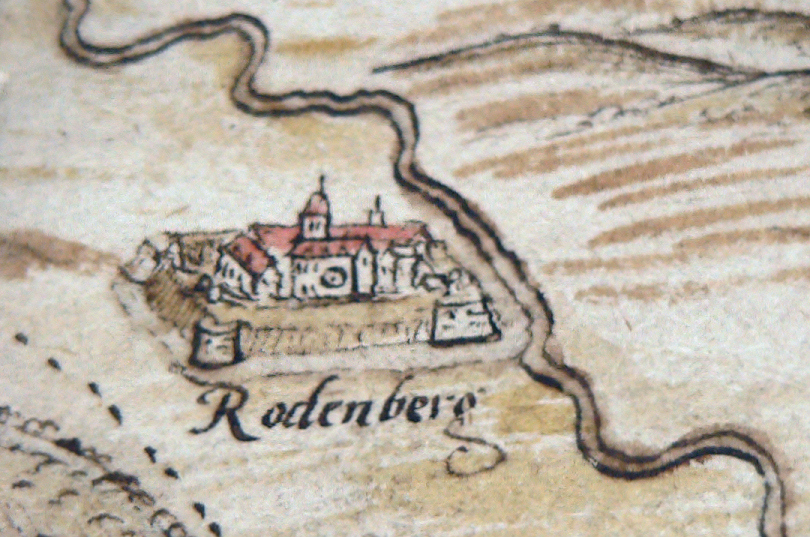
Das von einem Wall umgebene Schloss Rodenberg an der Rodenberger Aue um 1520

Eine im Jahre 1591 von Johannes Krabbe angefertigte Karte zur Hildesheimer Stiftsfehde zeigt das Schloss um 1520. Die Darstellung bildet den damaligen Bauzustand der Befestigungsanlage ab. Sie bestand zu dieser Zeit aus schlossartigen Baulichkeiten im Inneren mit einem Bergfried und einem umgebenden Wall. Im Wall sind Basteien und Rondells sichtbar.
Die Reste des Schlosses befinden sich in der Ortsmitte von Rodenberg in einem ebenen Gelände. Die Stelle wird weiträumig von der Rodenberger Aue und dem Mühlgraben als deren Abzweig umflossen. Die ursprüngliche Burg- und spätere Schlossanlage war über eine Brücke zugänglich, die über den Burggraben führte.
Das Ständehaus ist das einzig erhaltene Gebäude der einstigen Burg. Es liegt auf einer Insel, die vom wasserführenden Burggraben umgeben ist. Ursprünglich handelte es sich um den Palas innerhalb des Burgkomplexes, der sich als fast geschlossene Vierflügelanlage darstellte. An der Außenfassade des Ständehauses sind die Reste eines Kamins erkennbar, der ehemals zu einem abgebrochenen Nachbargebäude gehörte. Der frühere Palas wurde durch Umbauten auf ein Stockwerk reduziert, was sich anhand des angesetzten, ansatzweise noch vorhandenen Treppenturms erkennen lässt. Die Burg besaß einen Bergfried, der heute nicht mehr existiert.
Die Burg- und spätere Schlossanlage war von einem Festungswall umgeben, der noch heute im Gelände erkennbar ist. Die Wallsohle ist ca. 24 m breit, die Wallhöhe erreicht ca. 4 m. Die Breite des innenliegenden Wassergrabens beträgt bis zu 30 m. Im Wall befanden sich Basteien und Rondells als Befestigungswerke, von denen sich zwei Anlagen als Reste im Boden erhalten haben. Drei weitere Befestigungswerke im Wall sind durch Steinraub in früheren Jahrhunderten komplett verschwunden. In Spuren lässt sich noch ein weiterer, bis zu 20 m breiter Außengraben, der sogenannten Butengraben, auf drei Seiten des Walles außer im Westen erkennen. Er wurde von der Rodenberger Aue gespeist, aber später wieder verfüllt. Im Verteidigungsfall konnte der Wasserspiegel durch zwei Stauwehre, die von der Bastei und dem Rondell aus in den Flussbereich führten, erhöht werden.
Südlich war der Hauptburg eine Vorburg vorgelagert, die heute vollständig eingeebnet ist. In den 1960er Jahren wurde bei Kanalarbeiten auf ihrem Areal am Amtsplatz zahlreiche Fundamente aufgefunden, die sich nicht mit den Plänen des 18. Jahrhunderts deckten.

## Geschichte

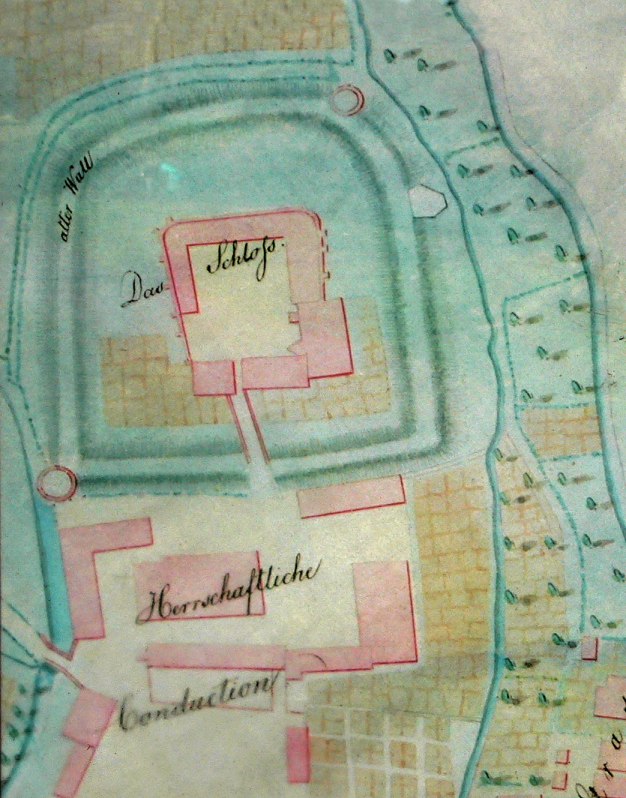
Lageplan des von einem Wall umgebenen und noch unbeschädigten Schlosses 1837, unten die aus der Vorburg hervorgegangene Domäne

Eine Vorgängeranlage von 930 befand sich angeblich an anderer Stelle auf dem „alten Rodenberg“ im Westen des Ortes, wozu Näheres nicht bekannt ist. Die Wasserburg Rodenberg wurde wahrscheinlich von Graf Adolf IV. von Schaumburg zwischen 1228 und 1240 angelegt. An einer Flussfurt der Rodenberger Aue gelegen, sollte sie offenbar den 1250 zum freien Wickbold erhobenen Flecken Rodenberg sichern. Die erste urkundliche Erwähnung der Burg Rodenberg erfolgte im Jahr 1317 als „in castro Rodenberghe“. 1320 werden auf ihr Burgmannen erwähnt. Zwischen 1330 und 1348 erneuerte und verstärkte Graf Adolf VII. von Schaumburg die Burg und die Vorburg, um nach Abschluss der Arbeiten 1348 seinen Sitz in der Burg zu nehmen. Bereits seit 1337 war die Vorburg der Sitz des Schaumburger Amtmanns des Amtes Rodenberg. Weitere urkundliche Nennungen der Burg erfolgten 1441 als „nostri castri Rodenberge“ und 1471 als „dat Slot Rodenbergh“. Verstärkungen der Befestigung an Außenwall und Außengraben nahm 1478 Otto III. von Schaumburg vor. Dabei ließ er das nordöstliche Turmrondell und vermutlich weitere Rundtürme sowie Stauwehre errichten. Von 1498 bis 1526 regierte Anton I. von Schaumburg von der Burg Rodenberg aus die Grafschaft Schaumburg. Um 1510 ließ er in den Außenwall die stark befestigte Bastei einbauen. Von 1518 bis 1525 erfolgten umfangreiche Arbeiten am Wall. 1532 nahm Adolf XIII. von Schaumburg seinen Sitz in der Burg.
1553 kam es zu einer Belagerung der Burganlage durch braunschweigische Truppen, die Bliden und Kanonen einsetzten. 1556 ließ Otto IV. von Schaumburg die Schäden, die durch die Belagerung entstanden waren, ausbessern. 1560 gestalteten Jakob Kölling und Heinrich Schrader als Baumeister der Weserrenaissance den Palas, der später zum Ständehaus wurde, im Stil der Renaissance um.
Während des Dreißigjährigen Krieges wechselte die zum befestigten Schloss umgestaltete Anlage mehrfach den Besitzer. 1638 wurde sie von kaiserlichen Truppen erfolgreich gegen die Schweden verteidigt. Gegen Ende des Krieges und nach dem Tod von Otto V. von Schaumburg als letztem Schaumburger fiel das Schloss 1647 an die Landgrafschaft Hessen-Kassel. Durch die Verlegung der schaumburgisch-hessischen Kanzlei nach Rinteln verlor das Schloss Rodenberg und damit auch der Ort Rodenberg an Bedeutung.
Unter Landgraf Wilhelm VI. wurden die Schlossgebäude in den Jahren 1661 und 1662 wiederhergestellt. Die Außenanlagen ließ er 1663 entfestigen, wobei die Walltürme beseitigt wurden. Die Vorburg wurde in dieser Zeit zu einer Domäne umgestaltet. 1777 fanden sich von den Befestigungsanlagen laut einer Karte nur noch die Bastei, das nordöstliche Turmrondell mit dem Stauwehr und Reste des südwestlichen Turmrondells. Anfang des 19. Jahrhunderts ist der Schlossgraben verfüllt worden, aber 1940 wiederhergestellt worden.
Der Rodenberger Stadtbrand von 1859 erfasste auch große Teile des Schlosses, darunter den repräsentativen Fürstenbau und die Domänengebäude der früheren Vorburg. In der Folgezeit wurden die Burggebäude bis auf das Ständehaus abgerissen.
Nachdem sich durch die Ostvertreibung nach dem Zweiten Weltkrieg Katholiken in größerer Zahl in Rodenberg niedergelassen hatten, wurde im Ständehaus eine katholische Kirche eingerichtet, die am 10. Dezember 1950 auf den Titel St. Mariä Himmelfahrt geweiht wurde. Sie bestand bis 1975, als sich die Kirchengemeinde mit der Mariä-Himmelfahrt-Kirche eine eigene Kirche erbaut hatte. Im Ständehaus eröffnete der Heimatbund Rodenberg und Umgebung e.V. 1981 ein Museum.

## Ausgrabung und Rekonstruktion

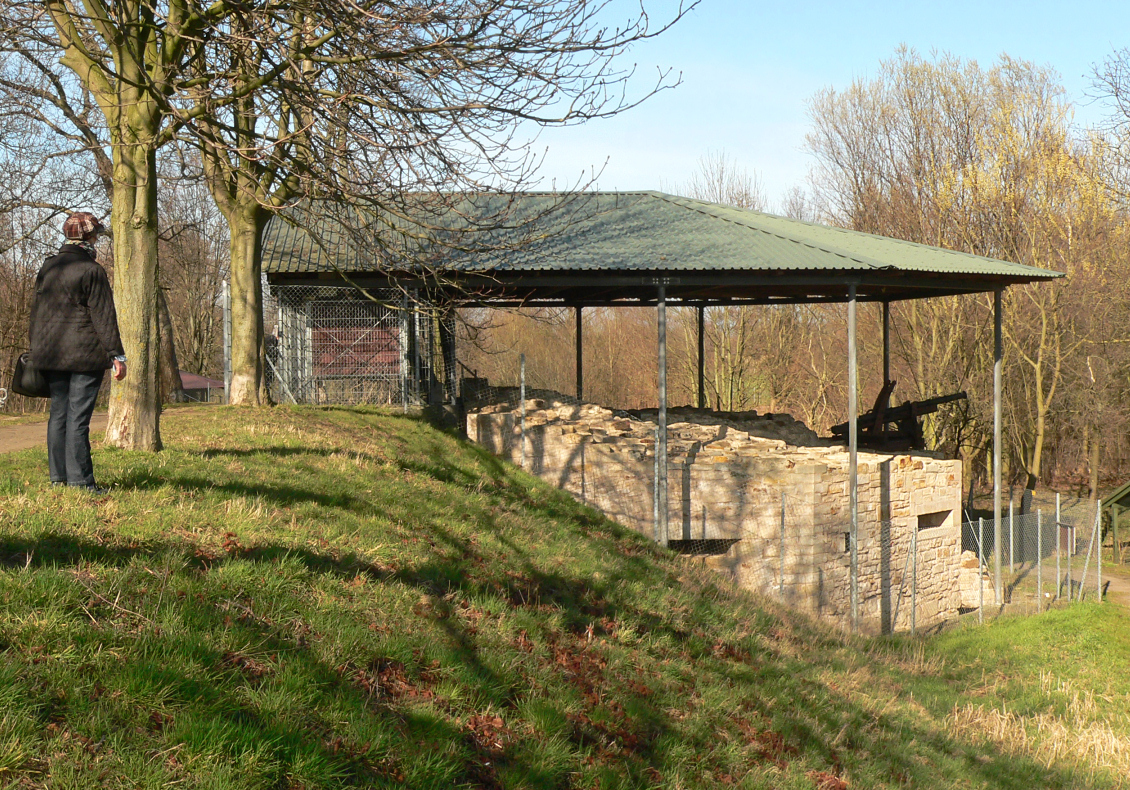
Die rekonstruierte und nachträglich überdachte Bastei im Wall

In den Jahren 2000 bis 2004 führte der Förderverein Schloss Rodenberg e. V. Ausgrabungen an den früheren Festungsanlagen von Schloss Rodenberg durch. Dabei wurden die Reste der sechseckigen Bastei und des Turmrondells sowie zweier Stauwehre freigelegt. Die Anlagen waren im Übergang vom Spätmittelalter in die frühe Neuzeit entstanden und sind bei der Entfestigung des Schlosses ab 1663 geschleift worden. Nach Abschluss der archäologischen Untersuchungen wurden die beiden Türme und die Stauwehre teilrekonstruiert. Dabei ist die Anfang des 16. Jahrhunderts entstandene Bastei teilaufgemauert und gegen Witterungseinflüsse mit einem Schutzdach versehen worden. Sie hat Ausmaße von 10 × 10 Meter und ist zweigeschossig, wobei sich die Pulverkammer im Untergeschoss in einer Kasematte im Wall befindet. Die Kanonen der Bastei verfügten über eine raffinierte Schießschartenanordnung mit acht Maulscharten sowie einer Hosenscharte. Das um 1480 errichtete Turmrondell hat einen Durchmesser von fast acht Metern. Es erhielt nach der Sanierung der Mauern ebenfalls ein Dach. Beide Bauwerke wurden aus Sicherheitsgründen eingezäunt. Für die Denkmalpflege sind die rekonstruierten Festungswerke wegen ihres Erhaltungszustandes und ihrer architektonischen Details von besonderer wissenschaftlicher Bedeutung. Sie machen den Wandel in der Wehrtechnik hin zu weitreichenden Geschützen anschaulich, der im Übergang vom Spätmittelalter in die frühe Neuzeit eintrat.

### Neuere Prospektionen
Im Herbst 2016 führte der Förderverein Schloss Rodenberg e. V. auf dem Burggelände geophysikalische Prospektionen durch, ohne dass eine weitere Ausgrabung geplant ist. Sie erfolgten durch eine Prospektionsfirma und ehrenamtliche Helfer in Zusammenarbeit mit dem Archäologen Jens Berthold von der Kommunalarchäologie der Schaumburger Landschaft. Die Maßnahme ermöglichte das zerstörungsfreie Durchleuchten des Untergrunds bis in etwa 2 Meter Tiefe. Bei den Untersuchungen wurden ein Magnetometer und Bodenradar auf einer Fläche von 3000 m² eingesetzt. Im Untergrund zeichneten sich Fundamente von Stallungen, einem Speicher, einem Wagenschuppen und dem Palas ab. Ebenso wurde der Burgbrunnen sichtbar. Nach Auswertung der Prospektionen gehen die an den Untersuchungen beteiligten Fachleute davon aus, dass sich der Ursprung der Burg auf der Insel an der Stelle des heutigen Ständehauses befindet. Im Bereich des dortigen Treppenturms lassen Verdichtungen im Untergrund auf alte Mauerfundamente schließen, was mit einer historischen Quelle aus dem 13. Jahrhundert korrespondiert, der zufolge es in dieser Zeit eine Burgerweiterung gab.

## Freilichtmuseum

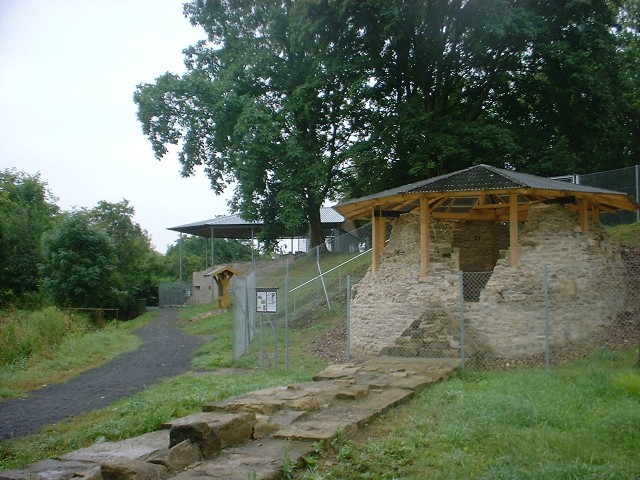
Die beiden rekonstruierten und überdachten Befestigungsanlagen, im Vordergrund das Turmrondell mit einem Stauwehr, hinten die Bastei

Die rekonstruierten Baulichkeiten der Festungswerke gehören ebenso zum 2005 eröffneten Freilichtmuseum wie der Wall des Schlosses, das Ständehaus als Teil der Schlossruine und die aufgestellten Informationstafeln. Die parkähnliche Anlage ist frei zugänglich. Die eingezäunten Reste der Bastei und des Turmrondells können im Sommerhalbjahr bei sonntäglichen Führungen besichtigt werden.